# Khmer Issarak
Il movimento Khmer Issarak (in khmer ខ្មែរឥស្សរ, lett. "Khmer Libero") fu un fronte politico nazionalista ed indipendentista operante in Cambogia formatosi nel 1945 sotto la protezione del governo della Thailandia. Nacque con l'obiettivo di scacciare le autorità coloniali dell'Indocina francese.
Fu alleato con gli analoghi movimenti del Lao Issara, i cui membri avevano costituito in Laos un'effimera repubblica nel 1945, ma erano stati costretti all'esilio dal ritorno dei francesi, e quello nordvietnamita Viet Minh. L'intento era quello di creare un fronte comune contro i francesi, che dovettero ritirarsi nel 1953 dopo la sconfitta subita nella prima guerra d'Indocina.
A causa della sua eterogeneità politica, il movimento si sciolse ben presto e molti dei suoi aderenti parteciparono successivamente al governo del principe Sihanouk. I restanti confluirono in altre fazioni politiche, principalmente nei Khmer rossi.
Tra i suoi membri vi fu l'ultimo leader dei Khmer rossi, Ta Mok, dirigente locale per i distretti di Tram Kak e Prey Krabas, nella provincia di Takéo, che si unì al movimento nel 1949.